# Toise (instrument de mesure)
La toise est une règle fixe permettant la mesure de longueurs ou de hauteurs. 
- En archéologie, c'est une barre graduée en décimètres, fortement contrastée noire et blanche, pour donner l'ordre de grandeur sur les photos et mesurer les profondeurs des couches.
- En médecine, c'est une barre graduée en centimètres, le long de laquelle glisse un curseur, permettant de mesurer la taille d'un individu.
- En zootechnie, c'est, comme précédemment, une barre graduée avec curseur mais aisément mobilisable et pliable, pour mesurer différentes dimensions corporelles d'un animal (hauteur au garrot, largeurs de thorax, de bassin, etc.)
- En sport, c'est un ensemble de tubes télescopiques fonctionnant par rehausses successives. Graduée en millimètres, pourvue d'un niveau à bulle, elle permet la mesure des barres de saut (en hauteur ou à la perche) et est utilisée pour toutes sortes de record de saut (moto, vélo, skateboard, etc.) ou de lancer comme le lancer du marteau et le lancer d'objets divers dans les kermesses.
- En confection, c'est une simple règle en bois d'un mètre pour mesurer les textiles, dont les bouts sont protégés par du métal pour éviter l'usure.